# Febem Tatuapé
Febem Tatuapé foi o maior complexo da Febem, com uma área de 230.000 m2 e capacidade de atender 1.200 menores, com cerca de 1.500 funcionários.
A ideia do complexo surgiu em 1902, quando o então chefe da polícia de São Paulo, Cardoso de Almeida, desenvolveu a ideia de um instituto disciplinar para jovens infratores. O governo de São Paulo escolheu o local da Chácara do Belém e o desapropriou, erguendo, no local, um pequeno prédio, a Escola Correcional. O primeiro adolescente a ser internado, segundo registros, chegou em 23 de fevereiro de 1902.
Durante o governo Alckmin, o complexo Tatuapé deixou de fazer parte dos padrões para abrigar adolescentes criminosos, e foi proposta a sua demolição, com a construção, no local, do Parque do Belém.